# برت آلوم
برت آلوم (انگلیسی: Bert Allum; ۱۵ اکتبر ۱۹۳۰ – ۶ ژانویهٔ ۲۰۱۸) بازیکن فوتبال اهل بریتانیا بود.
از باشگاه‌هایی که در آن بازی کرده‌است می‌توان به باشگاه فوتبال کویینز پارک رنجرز اشاره کرد.